# 石井淳雄

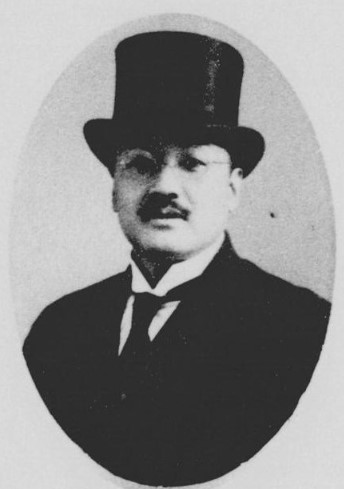
石井淳雄

石井 淳雄（いしい あつお、1889年（明治12年）1月25日 - 没年不詳）は、日本の弁護士、甲府市長。

## 経歴
東京府北多摩郡狛江村（現：東京都狛江市）に石井寅三の二男として生まれ、天野重助の養子となるが、1903年（明治36年）に石井家を継ぎ、旧名の波平を改めた。1904年（明治37年）に東京帝国大学文科大学哲学科を卒業し、1909年（明治42年）には京都帝国大学法科大学法理科を卒業した。
1905年（明治30年）、東京市役所に入り、尾崎行雄市長の秘書役として、統計顧問や視学員を務めた。1910年（明治43年）、辞職して弁護士事務所を開業した。
広島市助役を務めた後、1923年（大正12年）に甲府市長に就任した。